# Richard Frank Stika

Bischofswappen von Richard Frank Stika

Richard Frank Stika (* 4. Juli 1957 in St. Louis, Missouri) ist ein US-amerikanischer römisch-katholischer Geistlicher und emeritierter Bischof von Knoxville.

## Leben
Der emeritierte Erzbischof von Saint Louis, John Joseph Kardinal Carberry, spendete ihm am 1. Mai 1985 die Diakonen- und der Erzbischof von Saint Louis, John Lawrence May, am 14. Dezember 1985 die Priesterweihe.
Papst Benedikt XVI. ernannte ihn am 12. Januar 2009 zum Bischof von Knoxville. Der Erzbischof von Philadelphia, Justin Francis Kardinal Rigali, spendete ihm am 19. März desselben Jahres die Bischofsweihe; Mitkonsekratoren waren Joseph Edward Kurtz, Erzbischof von Louisville, und Robert Joseph Shaheen, Bischof von Our Lady of Lebanon in Los Angeles.
Papst Franziskus nahm am 27. Juni 2023 seinen vorzeitigen Rücktritt an. Als Begründung für seinen Rücktritt gab Stika langjährige, teils sehr schwere Erkrankungen wie Diabetes, Herzoperationen und Neuropathie an. Er wolle in seiner Heimatstadt St. Louis mit geringerer Belastung weiter seelsorglich tätig sein und dem Bistum Knoxville verbunden bleiben.